# B. Jayashree
B. Jayashree (nacido el 9 de junio de 1950) es una actriz de teatro, directora y cantante india, que también ha trabajado en películas y televisión. Ella es directora creativa de una asociación llamado "Spandana Theatre", una compañía de teatro radicado en Bangalore, establecida en 1976. 
Fue nominada a la Cámara alta del Parlamento de la India, por Rajya Sabha en 2010. Fue galardonada también por Padma Shri, en el cuarto más alto honor civil, por parte del Gobierno de la India en 2013. 
Su abuelo era el director de teatro llamado, Gubbi Veeranna, que fundó la asociación "Gubbi Veeranna Nataka Company".

## Biografía
Ella nació en Bangalore, hija de Basavaraj y Malathamma, más adelante se graduó de la Escuela Nacional de Arte Dramático, en Delhi en 1973, donde se entrenó con el director de teatro y maestro, Ebrahim Alkazi.

## Carrera
A través de los años, ella fue trabajado con famosas personalidades teatrales notables, incluyendo a BV Karanth. Ella ha actuado en películas de Kannada, como Nagamandala (1997), Deveeri (1999) y Care of Footpath (2006). Ella también ha permanecido brevemente con el director del instituto de teatro basada en Mysore, Rangayana.
Como cantante de playback, que debutó para el cine kannada, obtuvo muchos éxitos con temas musicales como "Car Car" de Kannada film y  Nanna Preethiya Hudugi.

## Vida personal
Se casó con K. Ananda Raju en 2000, la pareja actualmente tiene una hija.

## Filmografía
As actor
- Kotreshi Kanasu (1994)
- Nagamandala (1997)
- Deveeri (1999)
- Care of Footpath (2006)

As playback singer
- Preethi Prema Pranaya (2003)
- Bhagawan (2004)
- Jogi (2005)
- Mata (2006)
- Maathaad Maathaadu Mallige (2007)